# Zach LaVine
Zachary Thomas LaVine (Renton, 10 maart 1995) is een Amerikaans basketbalspeler die uitkomt voor de Sacramento Kings in de NBA.

## Carrière

### Jeugd
LaVine groeide op in Renton, Washington. Zijn ouders waren beide sportief. Zijn vader Paul LaVine speelde American football bij de United States Football League (USFL) en de National Football League (NFL), zijn moeder, CJ, was een softbal speelster. Rond de leeftijd van 5 kreeg LaVine interesse in basketbal na het zien van Michael Jordan in Space Jam, hij werd later fan van Kobe Bryant. Lavine oefende in de tuin, waar zijn vader tegen hem speelde. Hij ging naar Bothell High School in Bothell, Washington. Als point-guard, was hij hun beste speler. Tegen zijn junior jaar was hij gegroeid tot 1,91m. Als senior lag zijn gemiddelde aan 28,5 punten, 3,4 rebounds, en 2,5 assists per spel, en werd de 2013 Associated Press Washington state player of the year en Washington Mr. Basketball genoemd.

### Professionele carrière
Op 26 juni, 2014, werd LaVine geselecteerd door de Minnesota Timberwolves. De Timberwolves selecteerde hem meer voor zijn lange-termijn potentieel dan voor zijn onmiddellijke inzetting. Durende de eerste vijf wedstrijden van het seizoen 2014-2015, speelde LaVine totaal maar 12 minuten. Maar na een enkel blessure van Ricky Rubio, werd LaVine de startende point-guard over veteraan Mo Williams. Na terug te zijn gewisseld naar de bank, scoorde LaVine 28 punten in een 120–119 winst tegen de Los Angeles Lakers. Hij was de tweede tiener ooit in de NBA die minstens 25 punten en vijf assists had als een reserve. LaVine werd terug gepromoveerd naar de startopstelling na rugklachten van Williams. Op 6 december had LaVine 22 punten en 10 assists tegen de San Antonio Spurs, Hij werd de vierde tiener met een 20-punten en 10-assists spel in de NBA. Op 11 april 2016, speelde Lavine zijn beste wedstrijd van het seizoen, met 37 punten en negen rebounds in een wedstrijd tegen de Golden State Warriors. LaVine speelde dat seizoen in 77 wedstrijden, waarvan hij er 40 starten, en gemiddeld 10,1 punten, 2,8 rebounds, en 3,6 assists. Op 21 oktober, 2015, werd zijn contract bij de Timberwolves verlengd tot het seizoen 2016-17. Met een geblesseerde Ricky Rubio in november, nam LaVine de rol van startende point-guard over. 
Op 22 juni 2017 werd Lavine geruild naar de Chicago Bulls samen met Kris Dunn en Lauri Markkanen voor Jimmy Butler en Justin Patton. In 2021 werd hij voor het eerst geselecteerd voor de All-Star Game. Hij nam ook deel in de Zomer aan de Olympische Zomerspelen waar hij een gouden medaille won met de Amerikaanse ploeg. In 2022 werd hij voor een tweede keer geselecteerd voor de All-Star Game, hij verlengde zijn contract aan het eind van het seizoen voor vijf jaar.
In februari 2025 werd hij geruild naar de Sacramento Kings in een ruil waarbij ook de San Antonio Spurs betrokken waren. Andere spelers in de ruil waren: De'Aaron Fox, Jordan McLaughlin, Sidy Cissoko, Zach Collins, Tre Jones, Kevin Huerter en enkele draftkeuzes.

### Slam Dunk
Lavine won de Slam Dunk Contest en werd de jongste winnaar sinds de toen 18-jarige Kobe Bryant in 1997. He werd als favoriet beschouwd na zijn eerste dunk, die hij deed terwijl hij Jordans nr. 23 shirt droeg uit de film Space Jam. Met een perfecte 50 op elk van zijn eerste twee dunks, was Lavine de eerste speler sinds Dwight Howard in 2009 met een perfecte score op meerdere dunks. Hij werd ook de vierde speler ooit die twee opeenvolgende Slam Dunk wedstrijden won. Zijn duel tegen Aaron Gordon in 2016, met twee tie-breaks in de finale ronde deden vergelijkingen opgaan met het duel tussen Jordan en Dominique Wilkins in 1988.

## Erelijst
- NBA All-Star: 2021, 2022
- NBA All-Rookie Second Team: 2015
- NBA Slam Dunk Contest: 2015, 2016
- Olympische Spelen: 2020

## Statistieken

### Reguliere Seizoen
| Seizoen  | Team                   | WG  | WS  | MPW  | 2P%  | 3P%  | FW%  | RPW | APW | SPW | BPW | PPW  |
| -------- | ---------------------- | --- | --- | ---- | ---- | ---- | ---- | --- | --- | --- | --- | ---- |
| 2014/15  | Minnesota Timberwolves | 77  | 40  | 24,7 | 42,2 | 34,1 | 84,2 | 2,8 | 3,6 | 0,7 | 0,1 | 10,1 |
| 2015/16  | Minnesota Timberwolves | 82  | 33  | 28,0 | 45,2 | 38,9 | 79,3 | 2,8 | 3,1 | 0,8 | 0,2 | 14,0 |
| 2016/17  | Minnesota Timberwolves | 47  | 47  | 37,2 | 45,9 | 38,7 | 83,6 | 3,4 | 3,0 | 0,9 | 0,2 | 18,9 |
| 2017/18  | Chicago Bulls          | 24  | 24  | 27,3 | 38,3 | 34,1 | 81,3 | 3,9 | 3,0 | 1,0 | 0,2 | 16,7 |
| 2017/18  | Chicago Bulls          | 63  | 62  | 34,5 | 46,7 | 37,4 | 83,2 | 4,7 | 4,5 | 1,0 | 0,4 | 23,7 |
| 2018/19  | Chicago Bulls          | 63  | 62  | 34,5 | 46,7 | 37,4 | 83,2 | 4,7 | 4,5 | 1,0 | 0,4 | 23,7 |
| 2019/20  | Chicago Bulls          | 60  | 60  | 34,8 | 45,0 | 38,0 | 80,2 | 4,8 | 4,2 | 1,5 | 0,5 | 25,5 |
| 2020/21  | Chicago Bulls          | 58  | 58  | 35,1 | 50,7 | 41,9 | 84,9 | 5,0 | 4,9 | 0,8 | 0,5 | 27,4 |
| 2021/22  | Chicago Bulls          | 67  | 67  | 34,7 | 47,6 | 38,9 | 85,3 | 4,6 | 4,5 | 0,6 | 0,3 | 24,4 |
| Carrière | Carrière               | 478 | 391 | 31,8 | 46,1 | 38,6 | 83,0 | 3,9 | 3,9 | 0,9 | 0,3 | 19,8 |
| All-Star | All-Star               | 2   | 0   | 19,5 | 58,8 | 40,0 | 50,0 | 3,5 | 3,0 | 1,5 | 0,0 | 12,5 |

### Play-offs
| Seizoen  | Team          | WG | WS | MPW  | 2P%  | 3P%  | FW%  | RPW | APW | SPW | BPW | PPW  |
| -------- | ------------- | -- | -- | ---- | ---- | ---- | ---- | --- | --- | --- | --- | ---- |
| 2021/22  | Chicago Bulls | 4  | 4  | 38,3 | 42,9 | 37,5 | 93,3 | 5,3 | 6,0 | 0,8 | 0,3 | 19,3 |
| Carrière | Carrière      | 4  | 4  | 38,3 | 42,9 | 37,5 | 93,3 | 5,3 | 6,0 | 0,8 | 0,3 | 19,3 |